# Keniaanse shilling
De Keniaanse shilling (in Kenia de Kenyan Shilling) is de nationale munteenheid in Kenia. De ISO 4217-code is KES. De Keniaanse shilling werd in 1966 ingevoerd, ter vervanging van de Oost-Afrikaanse shilling.
De Keniaanse shilling is een voor Afrikaanse begrippen stabiele munt, en wordt in instabielere buurlanden (zoals Somalië en Zuid-Soedan ) als een veilige investering beschouwd.
De volgende munten worden gebruikt: 50 cent, 1, 5, 10, 20 en 40 shilling.
Papiergeld bestaat als 50, 100, 200, 500 en 1000 shilling.

## Wisselkoers
| Jaar | US$    | €      |
| ---- | ------ | ------ |
| 2015 | 98,18  | 108,96 |
| 2016 | 101,50 | 112,33 |
| 2017 | 103,41 | 116,73 |
| 2018 | 101,29 | 119,63 |
| 2019 | 101,99 | 114,18 |
| 2020 | 106,47 | 121,65 |
| 2021 | 109,65 | 129,76 |